# Billie Eilish
Billie Eilish Pirate Baird O'Connell, född 18 december 2001 i Los Angeles, är en amerikansk sångerska och låtskrivare. Hon har sedan singeldebuten 2016 med "Ocean Eyes" utvecklats till en av de följande årens mest uppmärksammade musikartister. Efter 2017 års EP Don't Smile at Me blev 2019 års When We All Fall Asleep, Where Do We Go? årets bästsäljande album i USA, och året efter mottog hon fem Grammys. 2021 kom uppföljaren Happier Than Ever, året efter EP:n Guitar Songs och 2024 Hit Me Hard and Soft.
Eilish skriver och producerar sin musik i tätt samarbete med sin äldre bror Finneas, och de båda mottog 2022 en Oscar för bästa sång för ledmotivet till Bond-filmen No Time to Die. Han medverkar även som gitarrist eller keyboardist på Eilishs konserter. Duons kompositioner är en mix av indiepop, elektronisk och alternativ pop. Hennes personliga stil innefattar en lågmäld och säregen röst, liksom låttexter om psykisk ohälsa.

## Biografi
Billie Eilish växte upp i stadsdelen Highland Park i nordöstra Los Angeles. Hon är dotter till byggnadsarbetaren Patrick O'Connell och läraren, manusförfattaren och skådespelerskan Maggie Baird, som båda även är amatörmusiker. Eilishs äldre bror Finneas O'Connell skriver och producerar många av hennes låtar. Han medverkar även på många av hennes konserter med att spela bas, gitarr och som bakgrundssångare.
Billie Eilish började tidigt sjunga och skrev sina första låttexter vid 11 års ålder. Föräldrarna hade då låtit hemundervisa de båda barnen, vilka också parallellt fick stor frihet att vidareutveckla sina musikaliska intressen. Ett skäl till hemundervisningen var att Eilish lider av Tourettes syndrom (och båda syskonens synestesi).

### Tidig musikkarriär
Efter att ha vunnit flera talangtävlingar slog hon igenom hösten 2016 med debutsingeln "Ocean Eyes" (skriven och producerad av brodern Finneas), som snabbt blev viral. Låten hade ett år innan givits ut som fri nedladdning på Soundcloud. Den har fram till 2 januari 2022 strömmats över 1,6 miljarder gånger på Spotify.

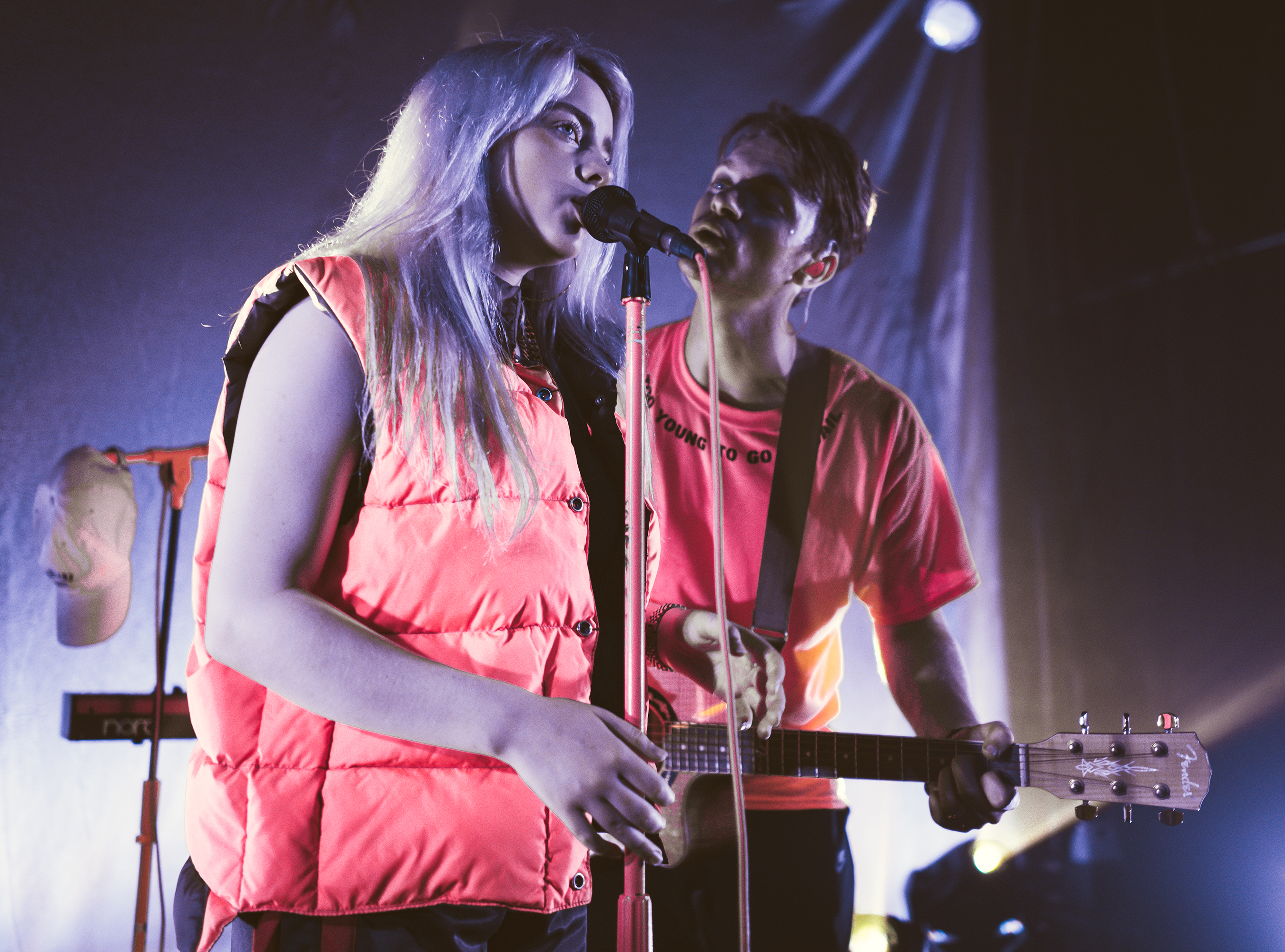
Eilish och hennes bror på scen i Los Angeles, augusti 2017.

Under 2017 släpptes flera EP-utgåvor inklusive Don't Smile at Me i augusti. Månaden efter utnämndes Eilish till "Up Next artist" av Apple Music. EP:n, som Eilish skrev och producerade i stort sett själv, nådde topp 15-placeringar i USA, Storbritannien, Kanada och Australien. Under året gjorde Eilish flera turnéer och inledde ett framgångsrikt samarbete med Spotify. Hennes musik och ljudbild beskrevs då som en relativt lugn och melankolisk, hiphop-influerad pop, influerad av Lana Del Rey.
Året efter nådde hon än större uppmärksamhet via sin duett "Lovely" med artisten Khalid. Låten, som producerades för Netflix-serien Tretton skäl varför, nådde visserligen endast 64:e plats på USA:s Billboard Hot 100-lista, men den har fram till 2021 bland annat blivit åttadubbel platinaskiva i Australien. Musikvideon till låten har fram till januari 2021 visats 1,4 miljarder gånger på Youtube.

### When We All Fall Asleep, Where Do We Go?

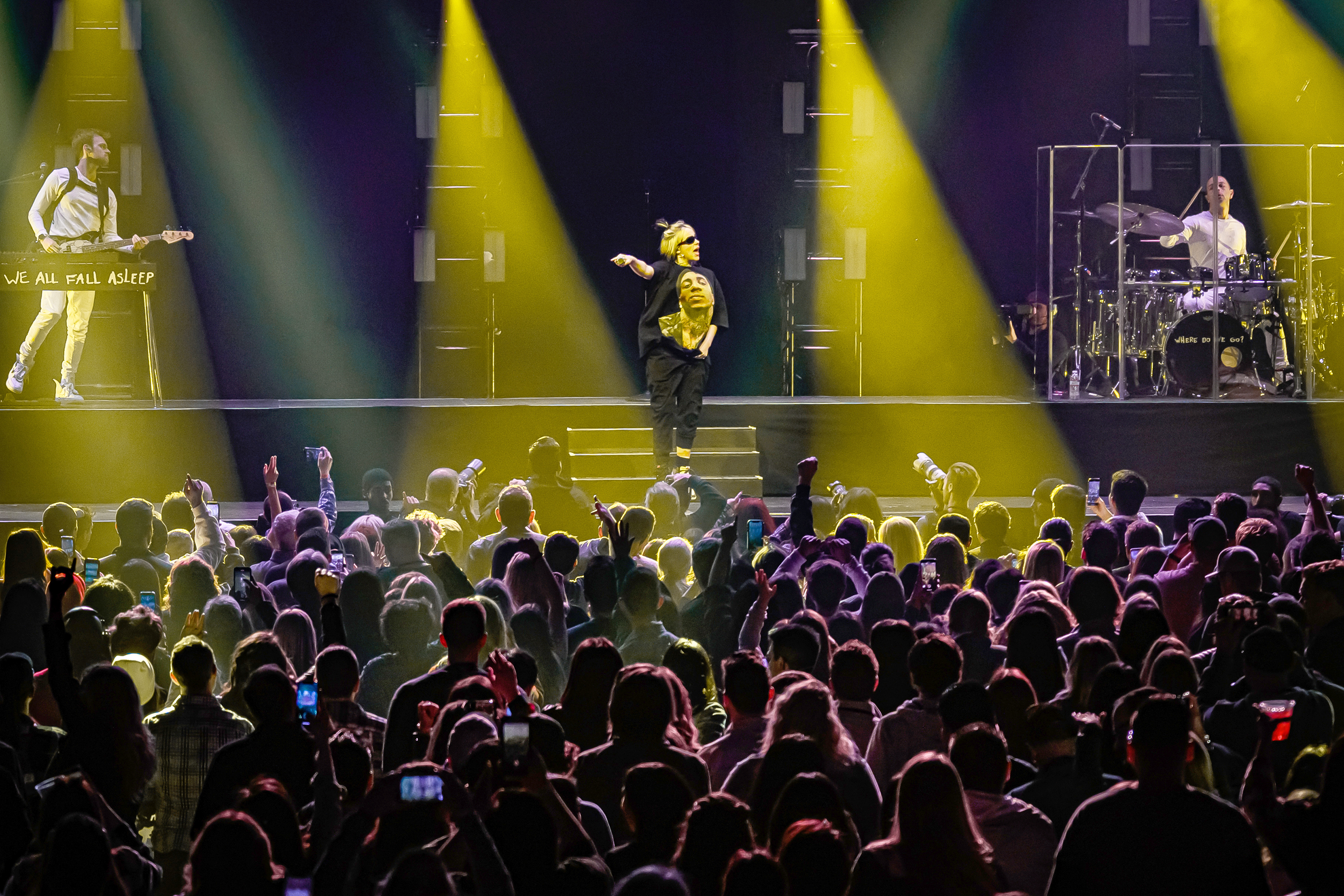
Billie Eilish på scen i januari 2020.

Eilishs första fullängdsalbum When We All Fall Asleep, Where Do We Go? släpptes 29 mars 2019 och innehåller 14 låtar. Den präglades av en blandning av elektropop, avantgardeinspirerad pop och konstpop, liksom personliga texter om uppväxtproblem, mental hälsa, humor och skräck. Inspiration till albumet – inklusive dess omslag, där en Eilish utan ögonpupiller balanserar på ena sängkanten – hämtades även från hennes erfarenheter av klardrömmande och nattskräck.
Albumet blev ett massivt genombrott för Eilish, som låg etta på Sverigetopplistan i sju veckor och var listetta tre veckor i USA (som första artist född efter millennieskiftet). Totalt noterades den för 2,5 miljoner exemplar i USA och blev årets mest sålda album i landet. Singelhiten "Bad Guy" har fram till hösten 2021 strömmats 1,9 miljarder gånger på Spotify, och samma år gjorde Elish egen ungdomsidol Justin Bieber en remix på låten.

### James BondochHappier Than Ever

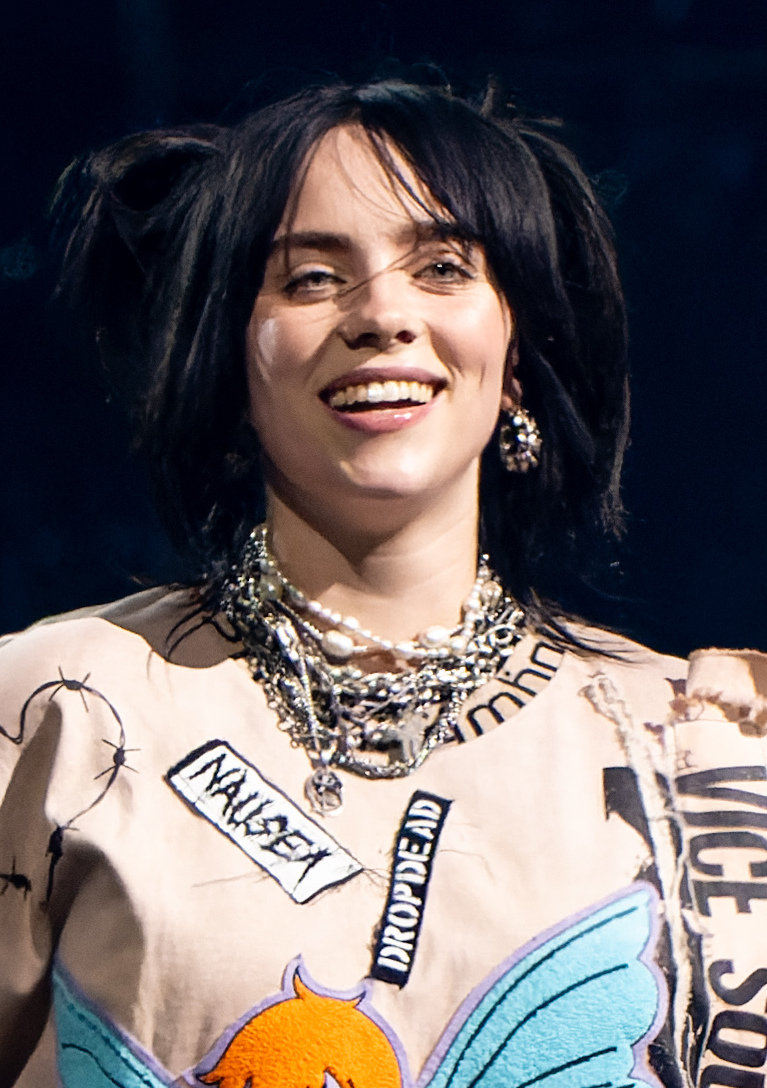
Billie Eilish 2022, tillbaka till en tidigare stil efter ett experiment 2021 som "blondin" med retrokänsla.

På grund av coronaviruspandemin tvingades Billie Eilish ställa in en planerad världsturné och år 2020 ägnade hon istället till stor del åt låtskrivande och förberedelser inför nästa album. I början av året presenterades dock singeln  "No Time to Die", ledmotiv i den James Bond-film som på grund av pandemin hade premiär först hösten 2021. Billie Eilish, som i vanlig ordning skrivit låten tillsammans med sin bror, var vid 18 års ålder den yngsta kompositören till ett ledmotiv till en Bond-film. I mars 2022 fick syskonen Eilish en Oscar för bästa originalsång vid årets Oscars-gala i Los Angeles. Låten var den första till det brittiskskapade filmkonceptet som skrivits av amerikaner och den första som spelats in i ett sovrum.
Hennes andra studioalbum Happier Than Ever utkom i juli 2021. Här presenterade Eilish ett yttre med en ny och blond stil i samband med omslagsproduktion via brittiska utgåvan av Vogue. Den nya stilen motiverades med att det skulle väcka mindre uppmärksamhet än Eilish signaturstil med grönsvart stripigt hår, vilken gjort att hon haft svårt att röra sig i offentligheten. I albumet framträder Eilish på väg in i vuxenlivet. Låttexterna är djupt personliga och hon utgår bland annat från sin kropp i förhållande till världen. Bland låtarna som beskriver utsatthet, övergrepp, sorg och nedstämdhet märks "NDA" om paparazzi), "Your Power" om ojämlika relationer mellan vuxen och tonåring och "Male Fantasy" om kärlekssorg. I den sistnämnda låten talar hon om en ambivalent attityd till pornografi, och i slutet av året avslöjade hon sin tidiga introduktion till fenomenet och konsekvenserna av hennes tidigare konsumtion av våldspornografi. Detta ledde till stor internationell uppmärksamhet som gav ytterligare bränsle åt den pågående debatten om riskerna med pornografi.
År 2021 presenterades även Billie Eilish, en fotobok med bilder från hennes uppväxtår. Samma år hade också The World's a Little Blurry, en dokumentärfilm om Billie Eilish, premiär på Apple TV+.

### EP,Barbieoch tredje albumet
2022 kom EP:n/singeln Guitar Songs, en utgåva med två låtar, "TV" och "The 30th", producerade av Eilish och hennes bror. Utgåvan marknadsfördes som en EP, trots att den endast innehåller två låtar, i en tid när "singelutgåvor" oftast består av digitala lanseringar av enstaka låtar.
Under 2023 släpptes singeln "What Was I Made for", skriven av Eilish i samarbete med Finneas. Låten, som var del av soundtracket till filmen Barbie, vann i januari 2024 pris som bästa originalsång till en film på årets Golden Globe-gala.
17 maj 2024 lanserades Hit Me Hard and Soft, Billie Eilishs tredje fullängdsalbum, som innehåller tio olika låtar inklusive singeln "Lunch". Recensenter har kallat albumet för hennes mest varierade och utmanande, alternativt ansett att hon kunde ha slagit till (för att parafrasera albumtiteln) ännu lite hårdare.

### Andra aktiviteter

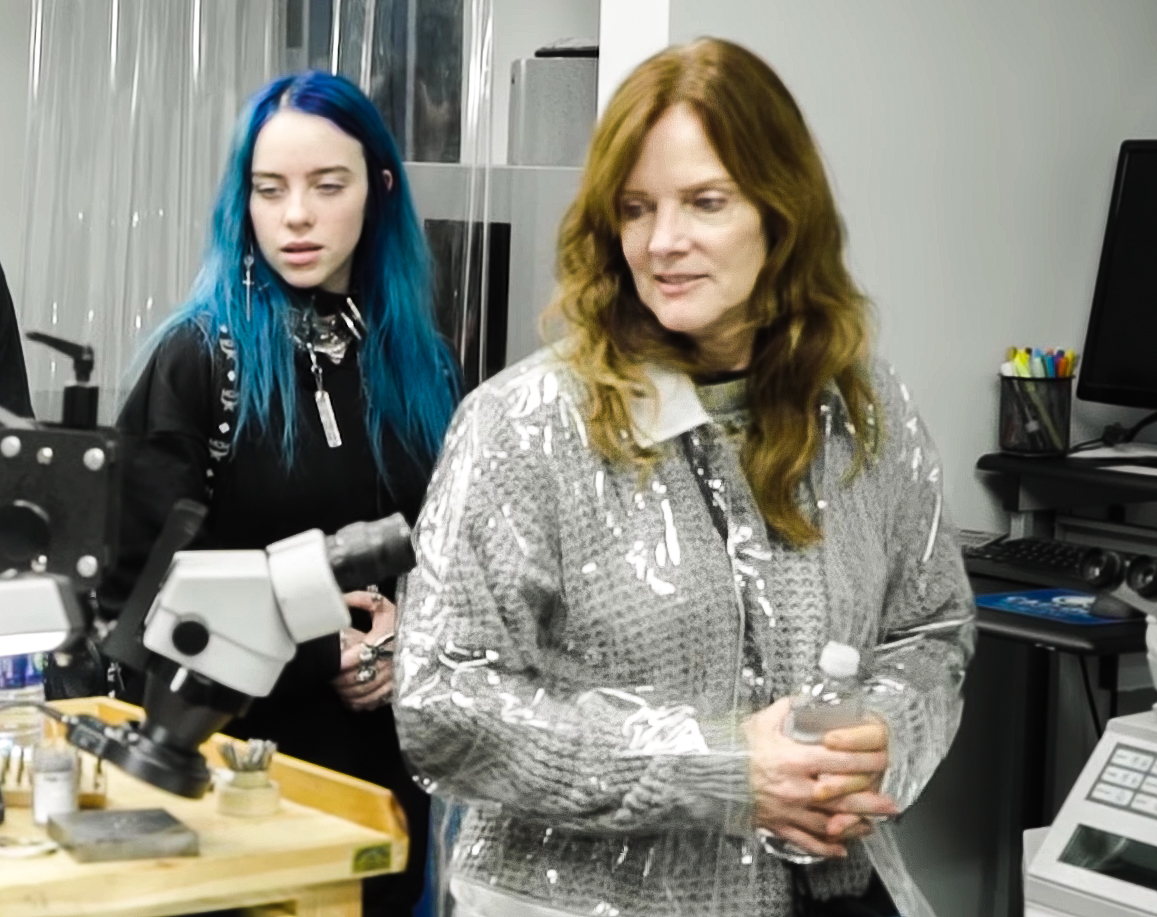
Eilish och modern Maggie Baird, november 2018. Sedan 2020 är de två aktiva i välgörenhetsorganisation "Support + Feed the Planet".

Billie Eilish och hennes familj är veganer.  Eilish deltar i arbetet med modern Maggie Bairds välgörenhetsorganisation "Support + Feed the Planet", grundad 2020.

## Stil och uppmärksamhet
Eilish har sedan den offentliga musikdebuten haft en lågmäld, ibland nästan viskande sångstil. Hennes indierelaterade drömpop ledde i slutet av 2010-talet till en renässans för den känslomässigt nedstämda musik- och kulturstilen emo.
Mycket av medias uppmärksamhet på Billie Eilish kretsar kring hennes klädstil, som främst består av säckiga kläder. Hon har dock förklarat att hon ibland gillar att klä sig utanför sin trygghetszon för att väcka uppmärksamhet. I en reklamfilm för Calvin Klein från 2019 som Eilish var med i säger hon att hon klär sig som hon gör för att motverka mobbning. I samband med lanseringen av albumet Happier Than Ever 2021 presenterade Eilish dock en ny stil, som blondin. Denna nya stil var också ett försök att definiera sig som vuxen kvinna med en egen sexualitet. Bland annat synliggjorde de mer figurnära kläderna Eilishs bröst, vilket var en del av att hon under året förlorade 100 000 följare på Instagram. I december samma år offentliggjorde hon dock att hon var tillbaka som brunett i stripigt hår. I en intervju med Variety 2023 förklarade hon att hennes tydligt icke-sexualiserade/icke-feminina tonårsstil hade koppling till att hon då inte känt sig kvinnlig eller attraktiv.
Billie Eilishs popularitet har gjort henne till en framträdande representant för Generation Z, den första generationen med ständig tillgång till snabbt Internet. Det är en generation som vuxit upp utan skivsamlingar men med nästan konstant närvaro på sociala medier och navigerande i en sexualiserad kultur. Generationen är socialt medveten och ofta kritisk mot millenniegenerationens positivism.

## Verk

### Diskografi
Utgåvorna är fullängdsstudioalbum, om ej annat markeras
- 2017 – Don't Smile at Me (EP)
- 2017 – Up Next Session: Billie Eilish (live-EP)
- 2019 – When We All Fall Asleep, Where Do We Go?
- 2019 – Live at Third Man Records (live)
- 2021 – Happier Than Ever
- 2022 – Guitar Songs
- 2024 – Hit Me Hard and Soft

## Utmärkelser
- American Music Award för årets nya artist,  2019[1]
- MTV Europe Music Award för bästa sång, för Bad Guy,  2019[2]
- MTV Europe Music Award för bästa nya artist,  2019[2]
- Teen Choice Award for Choice Music för genombrottsartist,  2019[3]
- Billboard 21 Under 21,  2019[4]
- Teen Choice Award for Choice Music för kvinnlig artist,  2019[3]
- MTV Video Music Award för årets Push Performance,  2019[5]
- MTV Video Music Award för bästa nya artist,  2019[5]
- American Music Award för bästa alternativa artist,  2019[6]
- MTV Video Music Award för bästa redigering, för Bad Guy,  2019[5]
- Premios 40 Principales för bästa internationella album, för When We All Fall Asleep, Where Do We Go?,  2019[7]
- Grammy Award för bästa nya artist,  2020[8]
- Grammy Award för årets skiva, för Bad Guy,  2020[8]
- Billboard Music Award för bästa kvinnliga artist,  2020[9]
- Billboard Music Award för bästa nya artist,  2020[9]
- Grammy Award för årets sång, för Bad Guy,  2020[8]
- Billboard Music Award för Top Billboard 200-album, för When We All Fall Asleep, Where Do We Go?,  2020[9]
- Grammy Award för årets album, för When We All Fall Asleep, Where Do We Go?,  2020[8]
- BRIT Award för internationell kvinnlig soloartist,  2020[10]
- Grammy Award för bästa popalbum, för When We All Fall Asleep, Where Do We Go?,  2020[8]
- MTV Video Music Award för bästa video med ett socialt budskap, för Your Power,  2021[11]
- MTV Europe Music Award för video för gott, för Your Power,  2021[12]
- Grammy Award för bästa sång skriven för visuella medier, för No Time to Die,  2021[13]
- Grammy Award för årets skiva, för Everything I Wanted,  2021[13]
- MTV Video Music Award för bästa latinska artist, för Lo Vas a Olvidar,  2021[11]
- Time 100,  2021[14]
- 100 Women,  2022[15]
- Oscar för bästa sång, för No Time to Die, med  Finneas O'Connell,  27 mars 2022[16]
- Golden Globe Award för bästa specialskrivna sång, för What Was I Made For?, med  Finneas O'Connell,  2023[17]
- Oscar för bästa sång, för What Was I Made For?, med  Finneas O'Connell,  10 mars 2024[18]
- Apple Music's Artist of the Year,  21 november 2024[19]
- BRIT Awards

[Redigera Wikidata]